# Museo statale di storia
Il Museo statale di storia (in russo Государственный Исторический музей?, Gosudarstvennyj Istoričeskij muzej) è un museo di Mosca, collocato tra la Piazza Rossa e la piazza del Maneggio. Gli oggetti esposti illustrano la storia delle popolazioni che hanno occupato il territorio della Russia attuale dal paleolitico fino alla fine del XVIII secolo: dalle reliquie delle tribù preistoriche fino ad opere d'arte di valore inestimabile appartenuti ai membri della dinastia Romanov. In totale la collezione raccoglie circa un milione di pezzi.

## Storia

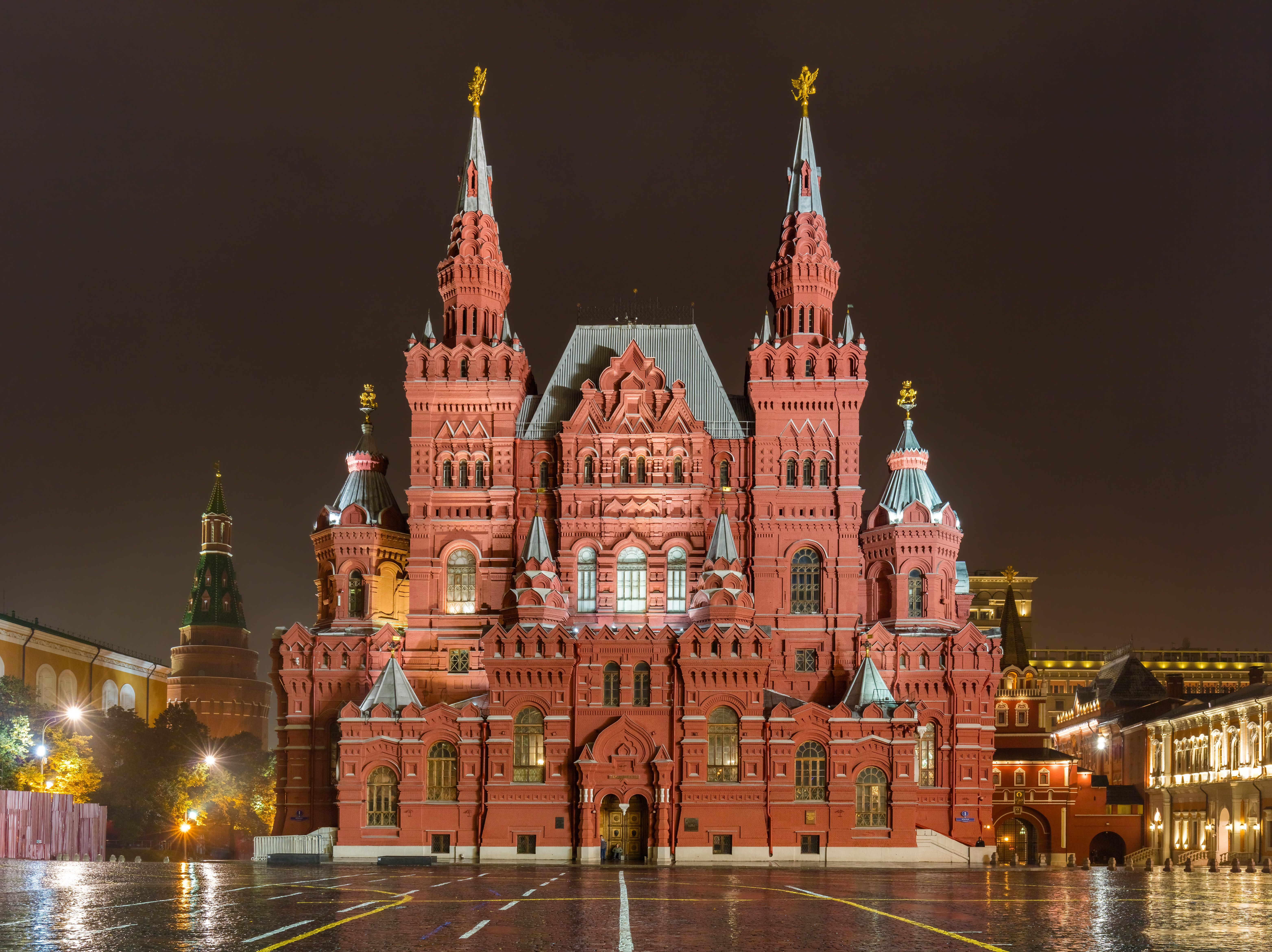
Vista notturna del museo

Il luogo dove sorge attualmente il museo era anticamente occupato dal Negozio principale di medicina, fatto costruire da Pietro il Grande in stile barocco moscovita. Molte delle sue sale custodirono collezioni reali di antichità, altre furono occupate dalla Università statale di Mosca fondata da Michail Vasil'evič Lomonosov nel 1755.
Il museo fu fondato nel 1872 da Ivan Zabelin, Aleksej Uvarov e altri slavofili interessati alla promozione della storia russa e della coscienza nazionale. Il consiglio del museo formato da Sergej Solov'ëv, Vasilij Ključevskij, Uvarov ed altri storici sovraintese all'edificazione dell'immobile, che era stato progettato, al termine di una prolungata gara, da Vladimir Osipovič Sherwood (1833-1897).
L'edificio fu costruito secondo i canoni dello stile neorusso tra il 1875 ed il 1881 e inaugurato ufficialmente dallo Zar Alessandro III. L'interno venne decorato secondo i canoni del neoromanticismo russo da vari artisti tra cui spiccano Viktor Vasnecov, Henryk Siemiradzki e Ivan Ajvazovskij. Durante il periodo sovietico, le pitture murali furono dichiarate di cattivo gusto e ricoperte da uno strato d'intonaco. Il museo venne restaurato tra il 1986 e il 1997 per ritrovare il suo aspetto iniziale.

## Descrizione
Tra i pezzi esposti è possibile ammirare una barca estratta dal fondo del Volga; manufatti in oro risalenti al periodo scita; un rotolo di corteccia di betulla manoscritto con iscrizioni nell'Antico dialetto di Novgorod; manoscritti del secolo VI; ceramiche popolari russe, case dei popoli nomadi della steppa dell'età del Bronzo, gioielli preziosi provenienti da tombe vichinghe, affreschi ed icone di chiese delle città della vecchia Russia, mobili e costumi della vita alla corte degli zar. La biblioteca contiene manoscritti tra cui il Salterio Chludov (c. 860); la Miscellanea di Sviatoslav I di Kiev (1073); vari vangeli tra cui quello di Mstislav (1117), di Jur'ev (1119) e di Halyč (1144). La collezione di monete del museo da sola include circa un milione e settecentomila pezzi, ed è la maggiore della Russia.
Una parte del museo è alloggiata nell'edificio adiacente del vecchio municipio, altre due parti al convento di Novodevičij e nella cattedrale di San Basilio.
La porta della Resurrezione tra il museo ed il vecchio municipio segna l'entrata alla Piazza Rossa. Fu distrutta sotto Stalin, per permettere l'organizzazione di sfilate e parate, e venne ricostruita negli anni '90. Una statua equestre del maresciallo Žukov si trova di fronte al museo, nella piazza del Maneggio.